# WWE Capitol Punishment

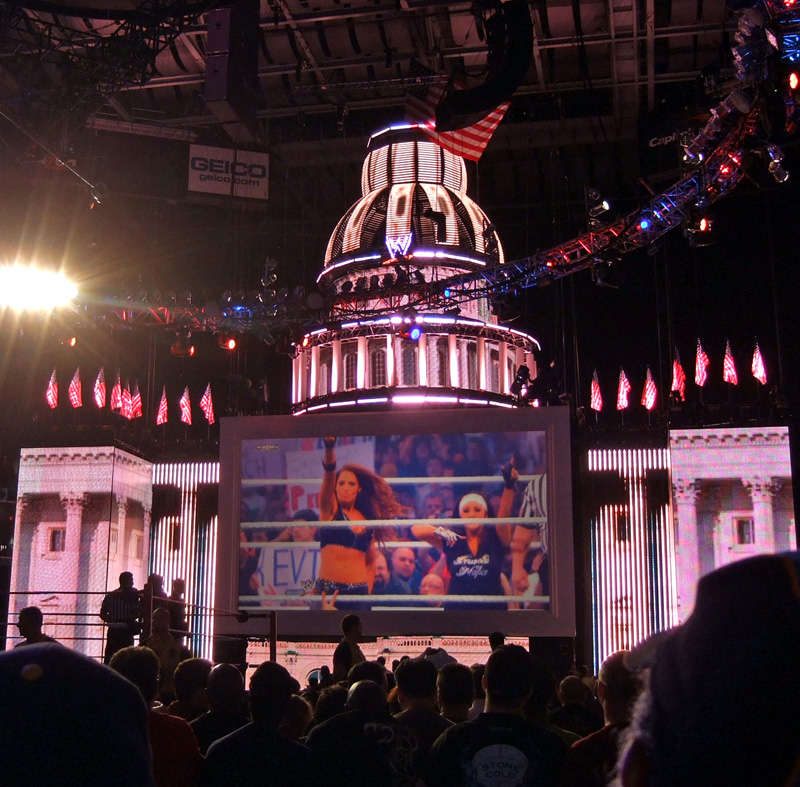
Escenografía del evento Capitol Punishment.

WWE Capitol Punishment fue un evento de pago por visión producido por la empresa de lucha libre profesional WWE que tuvo lugar el 19 de junio de 2011 desde el Verizon Center, en Washington D. C.. El tema oficial del evento fue "Capitol" de Jim Johnston.
Capitol Punishment fue incorporado a la programación de PPVs de la WWE en 2011, reemplazando a Fatal 4 Way como el evento del mes de junio. Sin embargo, en 2012 la WWE pensó en sustituirlo por WWE Bragging Rights, pero esta idea fue desechada por la propia WWE, al final fue reemplazado por No Way Out como el evento del mes de junio.

## Resultados
- Dark match: Santino Marella & Vladimir Kozlov derrotaron a Justin Gabriel & Heath Slater
  - Marella cubrió a Gabriel después de "The Cobra"
- Dolph Ziggler (con Vickie Guerrero) derrotó a Kofi Kingston ganando el Campeonato de los Estados Unidos. (11:07)
  - Ziggler dejó KO a Kingston con un "Sleeper Hold".
- Alex Riley derrotó a The Miz. (10:11)
  - Riley cubrió a The Miz después de un "The Final Score".
- Alberto Del Rio derrotó a The Big Show. (04:57)
  - El árbitro declaró a Del Rio ganador al decretar que Show no podía continuar debido a una lesión en la pierna.
  - Antes de comenzar el combate, Show atacó a Del Rio y Mark Henry atacó a Show, aplicándole un "World's Strongest Slam" sobre la mesa de comentaristas.
- Ezekiel Jackson derrotó a Wade Barrett ganando el Campeonato Intercontinental de la WWE. (06:41)
  - Jackson forzó a Barrett a rendirse con un "Domination Rack".
- CM Punk derrotó a Rey Mysterio. (18:00)
  - Punk cubrió a Mysterio después de revertir una "619" en un "Go To Sleep".
- Randy Orton derrotó a Christian reteniendo el Campeonato Mundial Peso Pesado. (17:04)
  - Orton cubrió a Christian después de un "RKO"
  - Después del combate, Orton atacó a Christian con el campeonato.
  - El pie de Christian estaba debajo de la cuerda pero el árbitro no lo vio.
- Evan Bourne derrotó a Jack Swagger. (07:18)
  - Bourne cubrió a Swagger después de revertir un "Patriot Lock" en un "Victory Roll"
- John Cena derrotó a R-Truth reteniendo el Campeonato de la WWE. (12:45)
  - Cena cubrió a R-Truth después de un "Attitude Adjustment".
  - Durante la lucha, un niño le regó agua a R-Truth.